# Staking (film)
Staking (Russisch: Стачка, Statsjka) is een film uit 1925 van de Russische regisseur Sergej Eisenstein. Het is de eerste lange film van Eisenstein, die nog in hetzelfde jaar zijn beroemdste film Pantserkruiser Potjomkin draaide.

## Verhaal
De film speelt zich af in de tsarentijd. Bij aanvang wordt het oproer onder de arbeiders van een fabriek geschetst. Zij willen hogere lonen en betere arbeidsvoorwaarden. De fabrieksleiding tracht de toestand onder controle te houden door middel van spionage. Na de ophanging van een van diefstal beschuldigde arbeider breekt de klassenstrijd los. De film toont het enthousiasme van de arbeiders, die nu eindelijk actie kunnen ondernemen. De fabrieksleiding houdt evenwel voet bij stuk, zodat honger dreigt onder het proletariaat. Bovendien wordt de eenheid van de stakers in gevaar gebracht door provocateurs. Uiteindelijk wordt het leger ingeschakeld op wens van de fabrieksleiding. De staking wordt bloedig neergeslagen.

## Rolverdeling
| Acteur                            | Personage             |
| --------------------------------- | --------------------- |
| Maksim Shtraukh                   | Politiespion          |
| Grigori Aleksandrov               | Voorman fabriek       |
| Mikhail Gomorov                   | Arbeider              |
| I. Ivanov                         | Politiechef           |
| Ivan Klyukvin                     | Revolutionair         |
| Aleksandr Antonov                 | Lid van stakingcomité |
| Yudif Glizer                      | Koningin der dieven   |
| Anatoli Kuznetsov -               |                       |
| Vera Yanukova -                   |                       |
| Vladimir Uralsky (als V. Uralsky) |                       |
| M. Mamin -                        |                       |